# Slavkov, Opava
Slavkov là một làng thuộc huyện Opava, vùng Moravskoslezský, Cộng hòa Séc.